# Les Suds
 (janvier 2024).
 (juin 2015).
Si vous disposez d'ouvrages ou d'articles de référence ou si vous connaissez des sites web de qualité traitant du thème abordé ici, merci de compléter l'article en donnant les références utiles à sa vérifiabilité et en les liant à la section « Notes et références ».
Les Suds, à Arles est un festival de la musique du monde qui se déroule à Arles depuis 1996.
Chaque été, pendant une semaine, toutes les musiques du monde s’invitent pour une fête populaire qui conjugue exigence artistique, découvertes et partage d'émotions. Redessinant la géographie urbaine à l’échelle du monde, le festivalier est ici convié à une itinérance musicale à l’accent de tous les Suds.
Ainsi, le Festival suscite de nombreuses occasions de rencontres avec des artistes venus du monde entier. Chacun d'entre eux raconte une histoire, un peuple, une tradition: concerts intimistes, festifs ou majestueux dans le magnifique décor patrimonial de la cité arlésienne. Les Suds propose aussi des Stages et Master classes, et de nombreux temps d’échanges.

## Histoire
Le Festival Les Suds, à Arles a vu le jour au mois de janvier 1996.
Né à l’initiative de passionnés et de professionnels de la culture méditerranéenne, Les Suds ont pour but d’affirmer l’identité des pays de la Méditerranée et plus largement des suds ; de promouvoir, diffuser leurs cultures, développer leur attractivité et contribuer à leur pleine reconnaissance dans l’espace européen et international.
À travers son festival de musiques du monde organisé en juillet, aujourd’hui internationalement reconnu, et par ses actions culturelles menées à l’année sur le territoire, Les Suds entendent favoriser la diversité culturelle telle que définie par l’UNESCO dans la Déclaration universelle de 2001 et adoptée par tous les états membres, à savoir un « patrimoine commun mondial de l’humanité au bénéfice des générations présentes et futures ».
Selon Marie-José Justamond, fondatrice et présidente du Festival : « Créer le festival Les Suds, à Arles, c’était d’abord réunir des amis pour monter l’association, ce fut ensuite inventer de nouvelles programmations, faire découvrir des artistes. J’ai aimé partager ma ville avec tous les artistes et partager cette musique qui dit l’histoire des peuples avec tous les Arlésiens. Je souhaiterais que les bonheurs soient davantage partagés à Arles ».
Depuis mars 2018, Les Suds, en Hiver se déploie, avec le Conservatoire de Musique, sur l’ensemble du Pays d’Arles : Saint-Martin-de-Crau, Boulbon, Châteaurenard, Arles, Fontvieille, Tarascon, Saint-Rémy-de-Provence, Saint-Pierre de Mézoargues. Il s'est tenu en 2020 du 1er au 8 mars avec les artistes suivants: Rusan Filiztek Trio, Bertolino et Le Gac, Titi Robin & Roberto Saadna, Blick Bassy, Maria Mazzotta, Ana Carla Maza.

## Organisation
Tous les évènements du festival se situent au cœur de la cité d'Arles et ont lieu dans de nombreux monuments patrimoniaux comme le Théâtre antique, la Cour de l'Archevêché ou se déploient dans les différents quartiers arlésiens. Depuis 2008, le Festival est aussi au parc des ateliers, une ancienne friche harmonieusement réhabilitée par LUMA autour des arts visuels. SUDS y organise les Nuits des Forges mêlant musique en live et créations vidéos spécialement conçues pour l'occasion. Cet espace abrite aussi les expositions photographiques des Rencontres d'Arles durant l'été.
En parallèle, plus de quarante stages de danses et de musiques sont proposées et à destination aussi bien des débutants que des professionnels mais aussi à l'attention du jeune public.

## Les Scènes

### Soirées Suds - Théâtre Antique
Le Théâtre Antique abrite 2 000 places assises et un orchestra de cinq cents places. Chaque Soirée Suds offre habituellement deux concerts avec des formations musicales de renommée internationale, ou en découverte en France et en Europe.
Sur cette scène, depuis 1996, Les Suds a accueilli des artistes comme Ibrahim Maalouf & Haïdouti Orkestar, Angélique Kidjo, Mélissa Laveaux, Fatoumata Diawara, Bobby Mc ferrin & Gimme 5, Gilberto gil e amigos, Le Mystère des Voix Bulgares, Alba Molina (es), Calypso Rose, Lamomali de -M- avec Toumani & Sidiki Diabate, Goran Bregovic, Ravi Shankar, Enrique Morente, Danyèl Waro, Caetano Veloso, Tony Gatlif, Abd Al Malik, Rodrigo y Gabriela, Salif Keita, Beirut, Paco Ibañez, Zebda, Chuco Valdes, Melody Gardot, Rokia Traoré, Johnny Clegg, Rocio Marquez, Yuri Buenaventura, Orquestra Buena Vista Social Club, Diego el Cigala, Titi Robin, Emir Kusturika, Giovanna Marini, El Gusto... Et beaucoup d'autres.
Lors de la 25e édition qui aura lieu du 11 au 18 juillet 2020, le festival accueillera au Théâtre Antique des artistes tels que Goran Bregović, pour l’ouverture du Festival et sa soirée anniversaire, La Yegros, Flavia Coelho, Dhafer Youssef, Oumou Sangaré, Piers Faccini invite Rosemary Standley.

### Moments Précieux - Cour de l'Archevêché

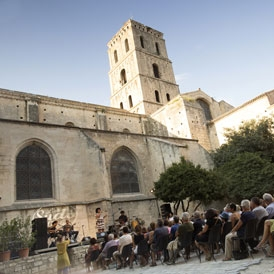
Moment Précieux - Cour de l'Archevêché.

Entre abbatiale romane et palais du XVIIe siècle, la Cour de l’Archevêché (quatre cents places assises) accueille des concerts avec des artistes ou en formation inédite.
Sur cette scène ont joué : Misia, Ballaké Sissoko & Vincent Segal, Piers Faccini, Tamer Abu Ghazaleh, Gaspar Claus / Serge Teyssot Gay / Kakushin Nishihara, Kamilya Jubran & Werner Hassler, Kimmo Pohjonen, Noreum Machi, Stimmhorn, Wasifuddin Dagar, Duo Mixel Etxekopar et François Rosse, Bonga, Boubacar Traoré, Angélique Ionatos, Samir et Wissam Joubran, Mayra Andrade, Manu Théron, Françoise Atlan, Omar Sosa.

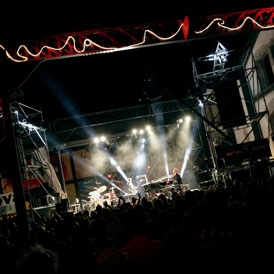
Nuit des forges au Parc des Ateliers.

### Nuits des Forges - Parc des ateliers
Implantée au pied du chantier de la tour conçue par Frank Gehry pour la Fondation LUMA à Arles, au coeur d'une friche industrielle réhabilitée, cette scène accueille, depuis 2008, diverses créations artistiques.
Pongo, Tshegue, Altin Gün, The Mauskovic Dance Band, Bachar Mar Khalifé, Speed Caravan, Staff Benda Bilili, Winston McAnuff & FIXI, Omar Souleyman, Egyptian Project, La Yegros, Batida, SoCalled, Bomba Estéreo, The Wanton Bishops feat. Mehdi Haddab, Yom & the Wonder Rabbis, Erik Marchand / Rodolphe Burger /Mehdi Haddab, Pat Thomas & Kwashibu Area Band, Imhotep, El Hijo de la Cumbia, Dupain, 47 Soul, La Dame Blanche, sont seulement une partie des nombreux talents qui la Nuit des Forges a écouté.

### Autres Scènes
Lors de cette semaine de Festival d’été, SUDS propose de nombreaux autres moments musicaux en accès gratuit : La radio des Suds, les Salons de Musique, les Siestes Musicales, Les Scènes en Ville, le 14 juillet de la Ville d’Arles.